# Řády, vyznamenání a medaile Belgie

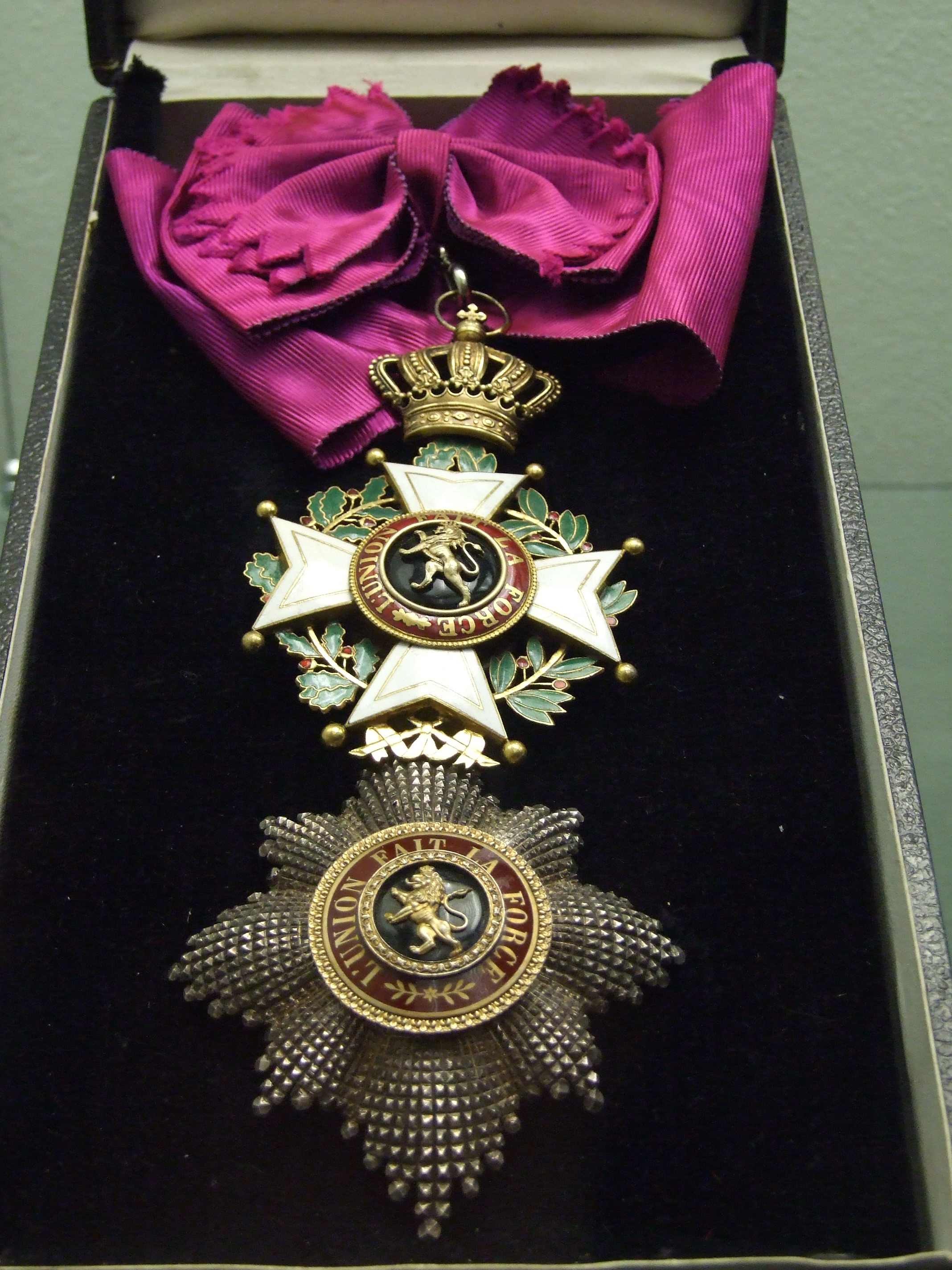
Insignie Řádu Leopolda ve třídě velkostuhy

Státní vyznamenání Belgie zahrnují čestné řády, vojenská a civilní vyznamenání, jež jsou udílena za speciální zásluhy jednotlivcům či vojenským jednotkám.

## Řády
- Řád Leopolda – Řád byl založen králem Leopoldem I. Belgickým dne 11. července 1832. Udílen je občanům Belgie i cizím státním příslušníkům za služby prokázané belgickému státu.[1]
- Řád koruny – Řád byl založen králem Leopoldem II. dne 15. října 1897. Udílen je za služby prokázané belgickému státu, zejména za zásluhy ve veřejném sektoru.[2]
- Řád Leopolda II. – Řád byl založen králem Leopoldem II. jakožto svrchovaným vládcem Svobodného státu Kongo dne 24. srpna 1900. Dne 10. října 1908 byl zařazen mezi belgická vyznamenání. Udílen je osobám starším 42 let za odvahu v boji a za mimořádné služby.[3]
- Řád africké hvězdy – Řád byl založen králem Leopoldem II. jakožto svrchovaným vládcem Svobodného státu Kongo dne 30. prosince 1888. Do systému belgických vyznamenání byl zařazen 10. října 1908. Udílen byl za mimořádné činy pro povýšení africké civilizace. Od roku 1960 není řád udílen.[4]
- Královský řád lva – Řád byl založen králem Leopoldem II. jakožto svrchovaným vládcem Svobodného státu Kongo dne 9. dubna 1891. Udílen byl za služby Kongu a jeho panovníkovi, které svou podstatou však nedosahovaly úrovně nutné pro udělení Řádu africké hvězdy. Od roku 1960 není řád udílen.[5]

## Vojenská vyznamenání

### Belgická revoluce 1830–1831
- Záslužná medaile občanské stráže – Medaile byla založena dne 19. listopadu 1830. Udílena byla za vynikající služby příslušníkům občanské stráže. Stuha je červená se dvěma bílými černě lemovanými pruhy.[6]
- Hvězda cti 1830 – Medaile byla založena dne 14. ledna 1831. Stuha je červená s úzkými proužky žluté a černé barvy lemujícími oba okraje.[7]
- Železný kříž – Medaile byla založena dne 8. října 1833.[8]
- Pamětní kříž dobrovolníků 1830 – Medaile byla založena dne 20. dubna 1878. Udílena je účastníkům belgické revoluce, která probíhala v období od 25. srpna 1830 do 4. února 1831 v případě, že dotyčný neobdržel Želený kříž. Stuha byla černá s proužky červené a žluté barvy lemujícími oba okraje.[9]

### Prusko-francouzská válka 1870–1871
- Pamětní medaile 1870–71 – Medaile byla založena dne 20. května 1911.[10]

### První světová válka 1914–1918
- Válečný kříž I. světová válka – Vyznamenání bylo založeno dne 25. října 1915. Udílen byl za statečnost, příkladné chování na bojišti a za tři a více let služby v první linii, válečným zajatcům, kteří uprchli ze zajetí a také za osmnáct měsíců služby dobrovolníků mladších 16 a starších 40 let.[11]
- Yserská medaile – Medaile byla založena dne 18. října 1918. Udělena byla za vynikající službu během bitvy na Yseru, která byla svedena od 17. do 31. října 1914.[12]
- Yserský kříž – Medaile byla založena dne 5. února 1934 a nahradila Yserskou medaili.[13]
- Kříž ohně – Medaile byla založena dne 6. února 1934. Udílena byla za bojovou službu během první světové války v řadách ozbrojených sil Belgie.[14]
- Medaile dobrovolného bojovníka – Medaile byla založena dne 17. června 1930. Udílena byla občanům Belgie i cizincům, kteří se během první světové války dobrovolně přihlásili ke službě v belgických ozbrojených silách. Stuha je tmavě modrá.[15]
- Námořní vyznamenání 1914–1918 – Medaile byla založena dne 19. listopadu 1918.[16]
- Pamětní válečná medaile 1914–1918 – Medaile byla založena dne 21. července 1919. Udílena byla za vojenskou službu během první světové války.[17]
- Pamětní medaile za tažení v Africe 1914–1917 – Medaile byla založena dne 21. února 1917. Udílena byla za bojovou službu v Africe v rozhodném období od roku 1914 do roku 1918.[18]
- Lutyšská medaile – Medaile byla založena v dubnu 1920. Udílena byla za obranu Lutychu v roce 1914.
- Medaile politických vězňů 1914–1915 – Medaile byla založena dne 26. prosince 1930.[19]
- Kříž deportovaných 1914–1918 – Medaile byla založena dne 17. listopadu 1922. Udílena byla osobám deportovaným na nucené práce do Německa.[20]
- Medaile krále Alberta – Medaile byla založena dne 7. dubna 1919. Udílena byla za humanitární pomoc občanům Belgie během první světové války.[21]
- Medaile královny Alžběty – Medaile byla založena dne 15. září 1915. Udílena byla za humanitární práci a lékařskou péči poskytnutou belgickým obětem první světové války.[22]
- Pamětní medaile Národního výboru pro pomoc a potraviny[23]
- Vítězná medaile[24]
- Medaile za národní obrození 1914–1918 – Medaile byla založena dne 22. května 1928. Udílena byla za mimořádné zásluhy při znovuvybudování Belgie po první světové válce.[25]
- Občanské vyznamenání 1914–1918[26]

### Druhá světová válka 1940–1945
- Válečný kříž II. světová válka – Vyznamenání bylo založeno dne 20. července 1940 belgickou vládou v exilu. Byl udílen především jednotlivcům, ale mohl být udělen i jednotkám.[27]
- Námořní medaile 1940–1945 – Medaile byla založena dne 17. července 1941. Udílena byla příslušníkům Belgického námořnictva či rybářské flotily za činy hrdinství při záchraně lodí či životů během akce proti nepříteli.[28]
- Medaile válečného bojovníka 1940–1945 – Medaile byla založena dne 19. prosince 1967. Udílena byla příslušníkům belgické armády vysílaných do bojů druhé světové války z Velké Británie.[29]
- Medaile dobrovolníka 1940–1945 – Medaile byla založena dne 16. února 1945. Udílena byla Belgičanům i cizím státním příslušníkům, kteří dobrovolně vstoupili do belgických ozbrojených sil během druhé světové války.[30]
- Medaile za africkou válku 1940–1945 – Medaile byla založena dne 30. ledna 1947. Udílena byla důstojníkům i vojákům za nejméně jeden rok služby ve Force Publique v rozhodném období od 10. května 1940 do 7. května 1945.[31]
- Medaile za koloniální válečné území 1940–1945 – Medaile byla založena dne 30. ledna 1947. Udílena byla vládním civilním úředníkům, soudcům, dobrovolným členkám pomocných ženských sborů, misionářům, civilním agentům různých oddělení a civilistům, kteří čestně sloužili alespoň jeden rok v Belgickém Kongu nebo v Ruanda-Urundi v rozhodném období od 10. května 1940 do 7. května 1945.[32]
- Pamětní medaile za tažení v Etiopii – Medaile byla založena dne 1. ledna 1947. Udílena byla za službu v Etiopii v rozhodném období mezi 6. březnem 1941 a 3. červencem 1941.[33]
- Medaile odboje 1940–1945 – Medaile byla založena dne 16. února 1946. Udílena byla příslušníkům belgického odboje a příslušníkům zpravodajské služby, kteří operovali na okupovaném území a účastnili se bojových akcí při osvobozování Belgie.[34]
- Medaile civilního odboje – Medaile byla založena dne 21. března 1951. Udílena byla příslušníkům odboje během druhé světové války, kteří byli jako členové odboje uznáni zákonem ze dne 24. září 1946.[35]
- Medaile za občanskou neposlušnost – Medaile byla založena dne 12. února 1951. Udílena byla občanům Belgie odmítajícím podporu německého válečného úsilí během druhé světové války.[36]
- Kříž politických vězňů 1940–1945 – Vyznamenání bylo založeno 13. listopadu 1947. Udílen byl občanům Belgie uvězněným Němci jakožto političtí vězni během druhé světové války.[37]
- Medaile válečného zajatce 1940–1945 – Medaile byla založena dne 20. října 1947. Udílena byla všem příslušníkům belgických ozbrojených sil uvězněných silami Osy během druhé světové války.[38]
- Kříž uprchlíků 1940–1945 – Medaile byla založena dne 25. února 1944 belgickou vládou v exilu. Udílen byl všem občanům Belgie, kteří během druhé světové války uprchli z okupované země a své vlastenectví projevili službou s odbojovými skupinami či byli uvězněni za vlastenecký čin po dobu minimálně tří měsíců.[39]
- Medaile za odboj proti nacismu v anektovaných územích – Medaile byla založena dne 12. dubna 1990.[40]
- Medaile náborových center 1940 – Medaile byla založena dne 12. dubna 1990. Udílena byla Belgičanům, kteří ve věku 16 až 35 let se zúčastnili náborového centra ve Francii na výzvu belgické vlády v květnu 1940.[41]
- Pamětní medaile na válku 1940–1945 – Medaile byla založena dne 16. února 1945. Udílena byla belgickým příslušníkům ozbrojených sil, kteří sloužili během druhé světové války. Byla udílena i příslušníkům odboje a belgického obchodního námořnictva.[42]
- Medaile belgické vděčnosti 1940–1945 – Medaile byla založena dne 1. srpna 1945. Udílena byla civilistům za odvážné či humanitární činy během druhé světové války.[43]
- Občanské vyznamenání 1940–1945 – Medaile byla založena dne 21. července 1944.[44]

### Korejská válka 1950–1953
- Pamětní medaile zahraničních operací se sponou Korea – Medaile byla založena 26. září 1951. Udílena byla občanům Belgii či cizincům za službu v belgických jednotkách během zahraničních operací.[45]
- Medaile válečného dobrovolníka – Medaile byla založena dne 7. dubna 1952. Udílena byla občanům Belgie i cizím státním příslušníkům, kteří se dobrovolně přihlásili k službě v belgických ozbrojených silách v kampaních vyplývajících z rezolucí Rady bezpečnosti OSN.[46]
- Válečná medaile dobrovolného bojovníka – Medaile byla založena dne 8. dubna 1952.[47]

### Další vojenská vyznamenání
- Vojenské vyznamenání za výjimečnou službu či za činy odvahy nebo oddanosti – Medaile byla založena dne 23. prosince 1873.
- Vojenský kříž – Medaile byla založena dne 11. února 1885. Udílena je důstojníkům za dlouhou a věrnou službu.[48]
- Vojenské vyznamenání – Medaile byla založena dne 22. prosince 1873.
- Válečný kříž 1954 – Medaile byla založena dne 3. dubna 1954.[49]
- Kříž cti za vojenskou službu v zahraničí – Medaile byla založena dne 16. června 1997. Medaile je udílena ve třech třídách za dlouhodobou službu v zahraničí, původně především za službu v Německu, Zairu, Rwandě a Burundi.[50]
- Pamětní medaile za ozbrojené humanitární operace – Medaile byla založena dne 11. září 1987. Udílena je vojenskému personálu i civilním zaměstnancům belgických ozbrojených sil za účast v ozbrojených humanitárních operacích.[51]
- Medaile za poskytnuté služby – Medaile byla založena dne 18. dubna 1988. Udílena je příslušníkům belgických ozbrojených sil za službu ve zvláště obtížných podmínkách.[52]
- Pamětní medaile za zahraniční operace a mise – Medaile byla založena dne 13. května 1993.
- Pamětní medaile za mise nebo operace týkající se operační obrany území – Medaile byla založena dne 25. března 2018.
- Pochvalná služební medaile – Medaile byla založena dne 23. února 2005. Udílena je příkladnou službu v belgických ozbrojených silách.
- Pamětní medaile k Evropskému pochodu na památku a přátelství – Medaile byla založena v roce 1967.
- Pamětní medaile Čtyři dny Yseru – Medaile byla udílena v období od roku 1967 do roku 1972.

## Civilní vyznamenání
- Občanské vyznamenání za mimořádné činy hrdinství, oddanosti nebo humanity – Medaile byla založena dne 21. července 1867.
- Občanské vyznamenání za službu ve státní správě – Medaile byla založena dne 18. ledna 1885.[53]
- Vyznamenání práce – Vyznamenání bylo založeno dne 7. listopadu 1847.
- Vyznamenání za vzájemnost – Vyznamenání bylo založeno dne 2. srpna 1889.
- Čestný odznak práce – Vyznamenání bylo založeno dne 12. listopadu 1948.

## Pamětní medaile
- Pamětní vyznamenání 50. výročí vzniku železnice – Medaile byla založena králem Leopoldem II. dne 1. května 1884.[54]
- Pamětní medaile vlády krále Leopolda II. – Medaile byla založena králem Leopoldem II. dne 21. července 1905 při příležitosti 40. výročí nástupu krále Leopolda II. na trůn.[55]
- Pamětní medaile 75. výročí telegrafické služby 1846–1921 – Medaile byla založena dne 20. října 1921.
- Pamětní vyznamenání 75. výročí vydání první poštovní známky v Belgii a 50. výročí účasti Belgie ve Světové poštovní unii 1849–1924 – Medaile byla založena dne 2. května 1924.
- Pamětní medaile 100. výročí národní nezávislosti – Medaile byla založena dne 20. července 1930 při příležitosti oslav stého výročí zisku nezávislosti Belgie.[56]
- Pamětní medaile 100. výročí telegrafické služby 1846–1946 – Medaile byla založena dne 9. března 1946.
- Pamětní vyznamenání 100. výročí vydání první poštovní známky v Belgii a 75. výročí účasti Belgie ve Světové poštovní unii 1849–1949 – Medaile byla založena dne 2. května 1949.
- Pamětní medaile vlády krále Alberta I. 1909–1934 – Medaile byla založena 17. února 1962 na paměť vlády Alberta I. Belgického. Udílena byla příslušníkům Ozbrojených sil Belgie v aktivní službě i veteránům, kteří sloužili v rozhodném období mezi 18. prosince 1909 a 18. únorem 1934.[57]

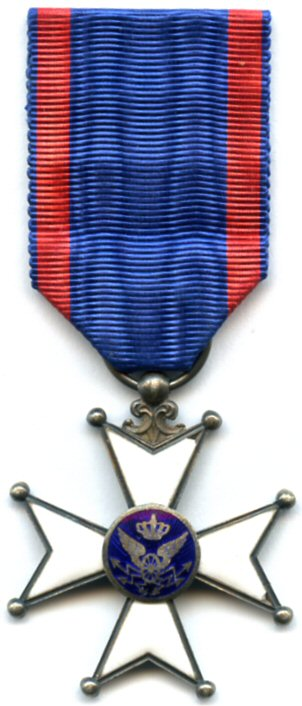
50. výročí železnice
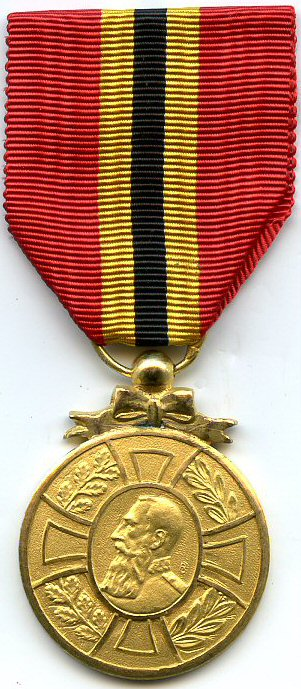
Medaile Leopolda II.
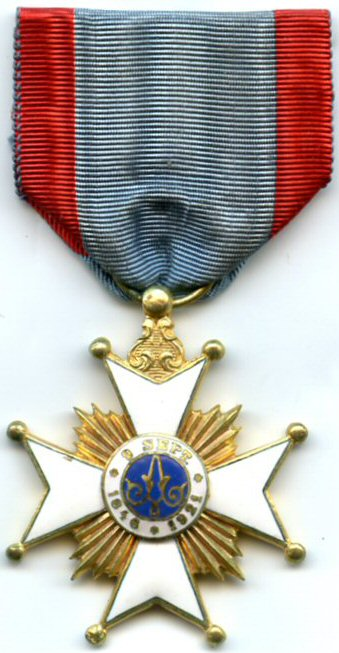
75. výročí telegrafu
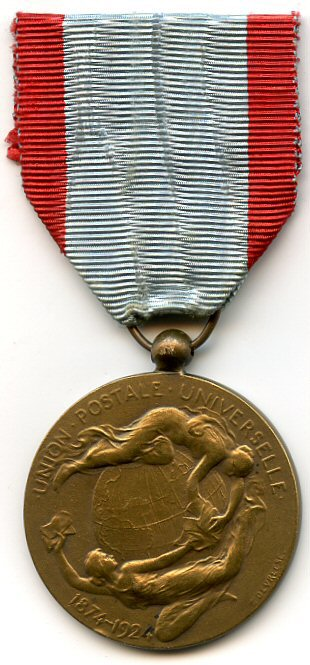
75. výročí poštovní známky
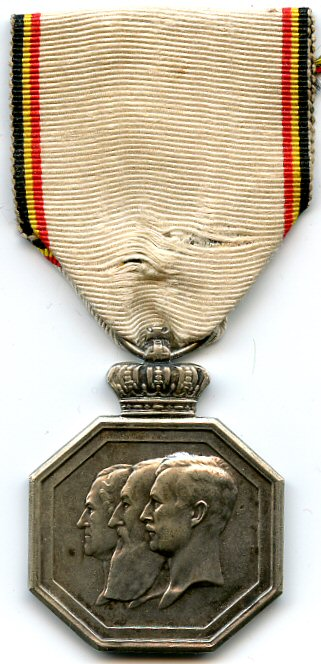
100. výročí národní nezávislosti
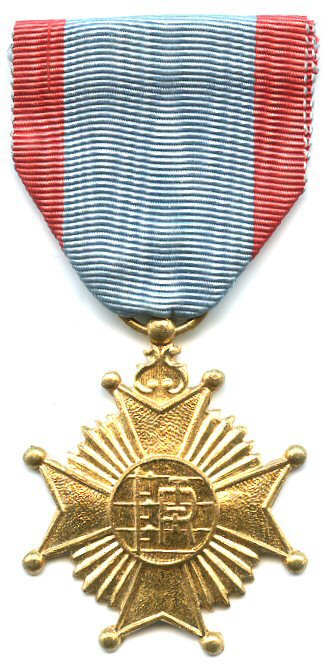
100. výročí telegrafu
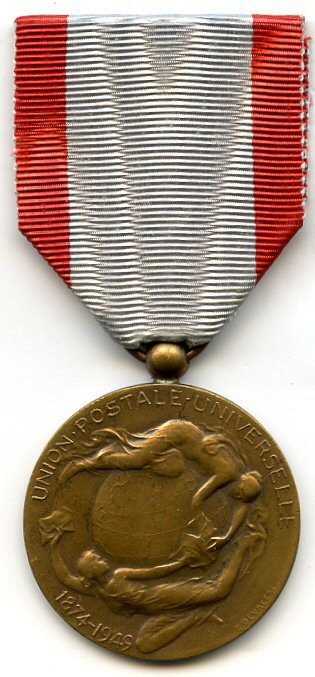
100. výročí poštovní známky
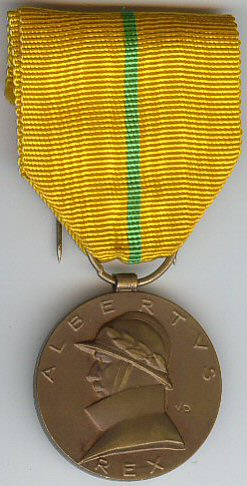
Medaile Alberta I.

## Vyznamenání Belgického Červeného kříže
- Řád Belgického Červeného kříže – Vyznamenání bylo založeno roku 1880.
- Medaile dárce krve
- Kříž cti Belgického Červeného kříže 1940–1945
- Vyznamenání Belgického Červeného kříže 1940–1945

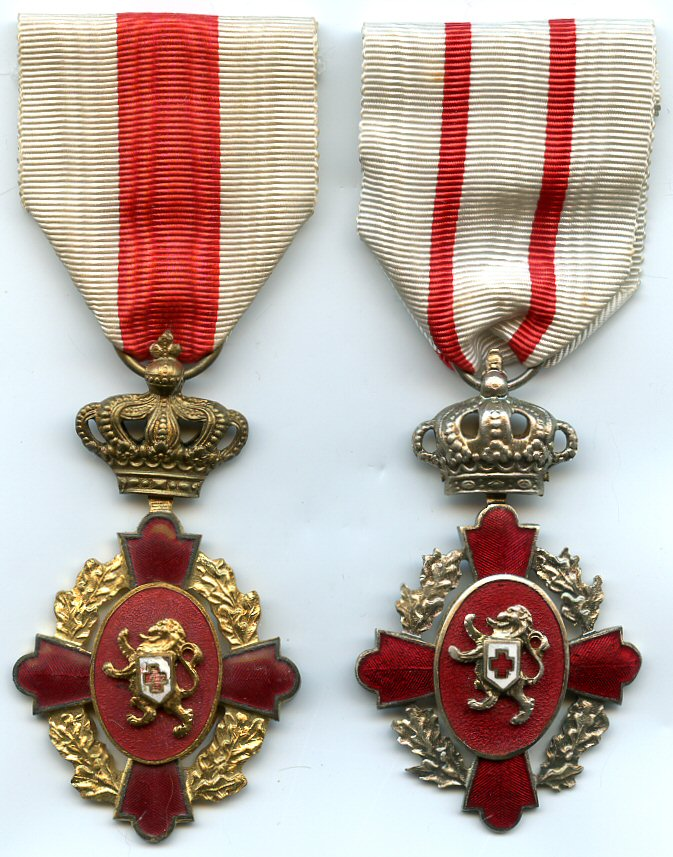
Řád Belgického Červeného kříže
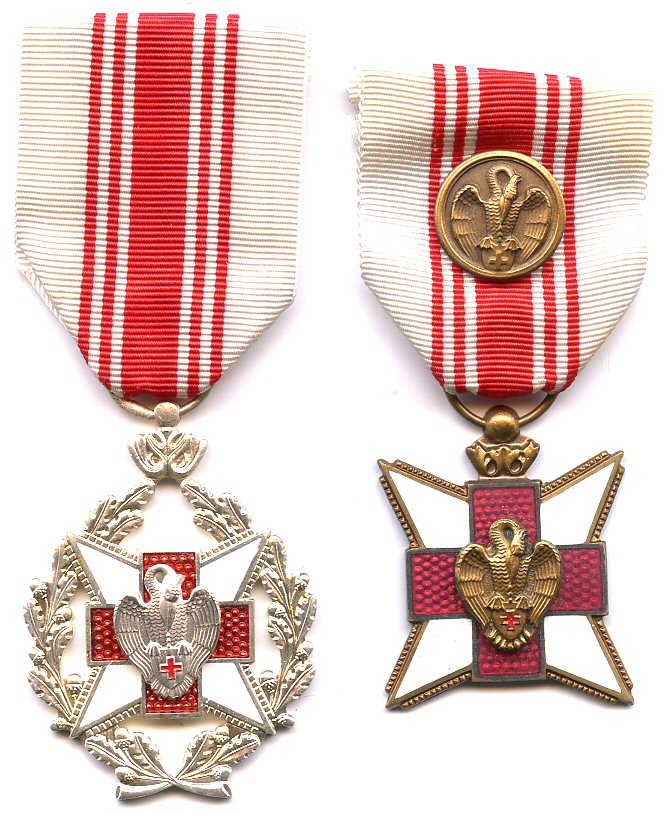
Medaile dárce krve
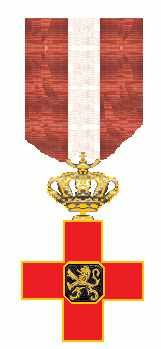
Kříž cti Belgického Červeného kříže
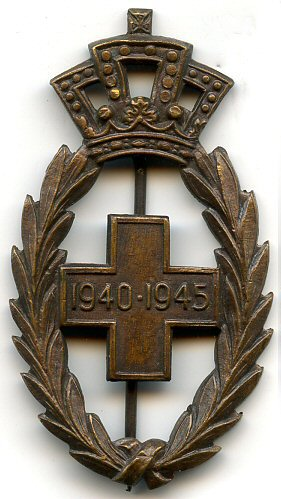
Vyznamenání Belgického Červeného kříže